# Spoiler (fiktion)
En spoiler (jämför "spoliera", och engelska spoil, 'förstöra') är en sammanfattning eller beskrivning av handlingen i exempelvis en bok, film, TV-serie, teaterpjäs eller ett dator/TV-spel som avslöjar så pass mycket att det kan tänkas förstöra för konsumenten. Detta eftersom upplevelsen av ett fiktivt verk kan påverkas negativt (spolieras) om man i förväg vet vad som kommer att hända. Vad gäller korta noveller föreföll dock, enligt en undersökning vid Californiauniversitetet, spoilers tvärtom göra berättelser mer njutbara.
Det är vanligt förekommande att personer i nyhetsgrupper och forum och forumtrådar relaterade till film, TV-serier, serietidningar och datorspel/TV-spel, skönlitteratur ägnar sig åt spoiling, bland annat genom att summera betydelsefulla delar av handlingen i ämnesfältet, något som gör att även personer som inte vill veta får se det. Även exempelvis recensioner och film trailers kan ibland innehålla material som kan anses vara en spoiler, varför vissa undviker att ta in för mycket information innan de ska se en ny film eller dylikt. 
Förmodade spoilers förses ofta med en "spoiler-varning" (engelska spoiler alert).
Uttrycket kan också användas när någon berättar för mycket om sitt privatliv.